# Evangelische Dorfkirche Blumenthal

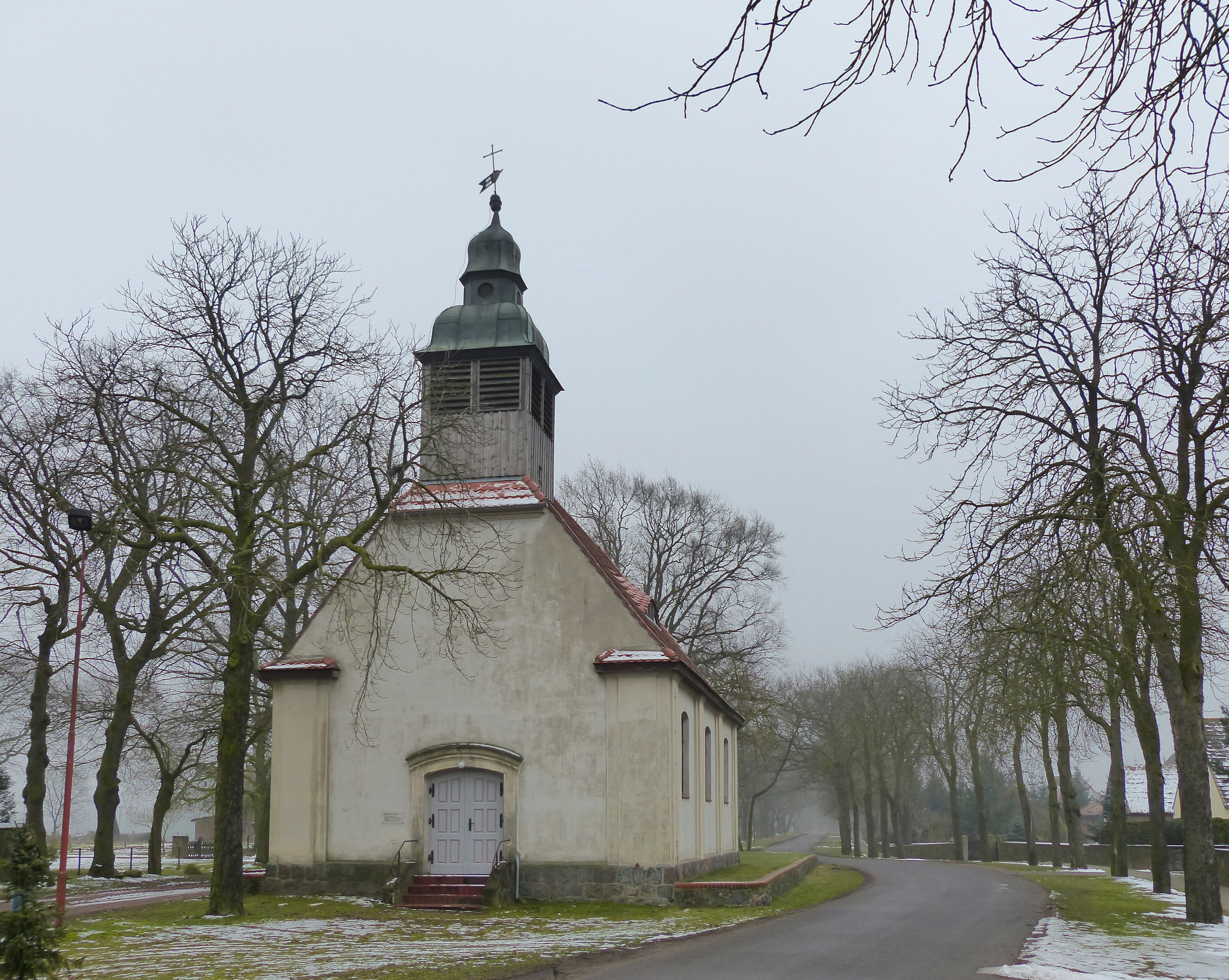
Evangelische Kirche Blumenthal

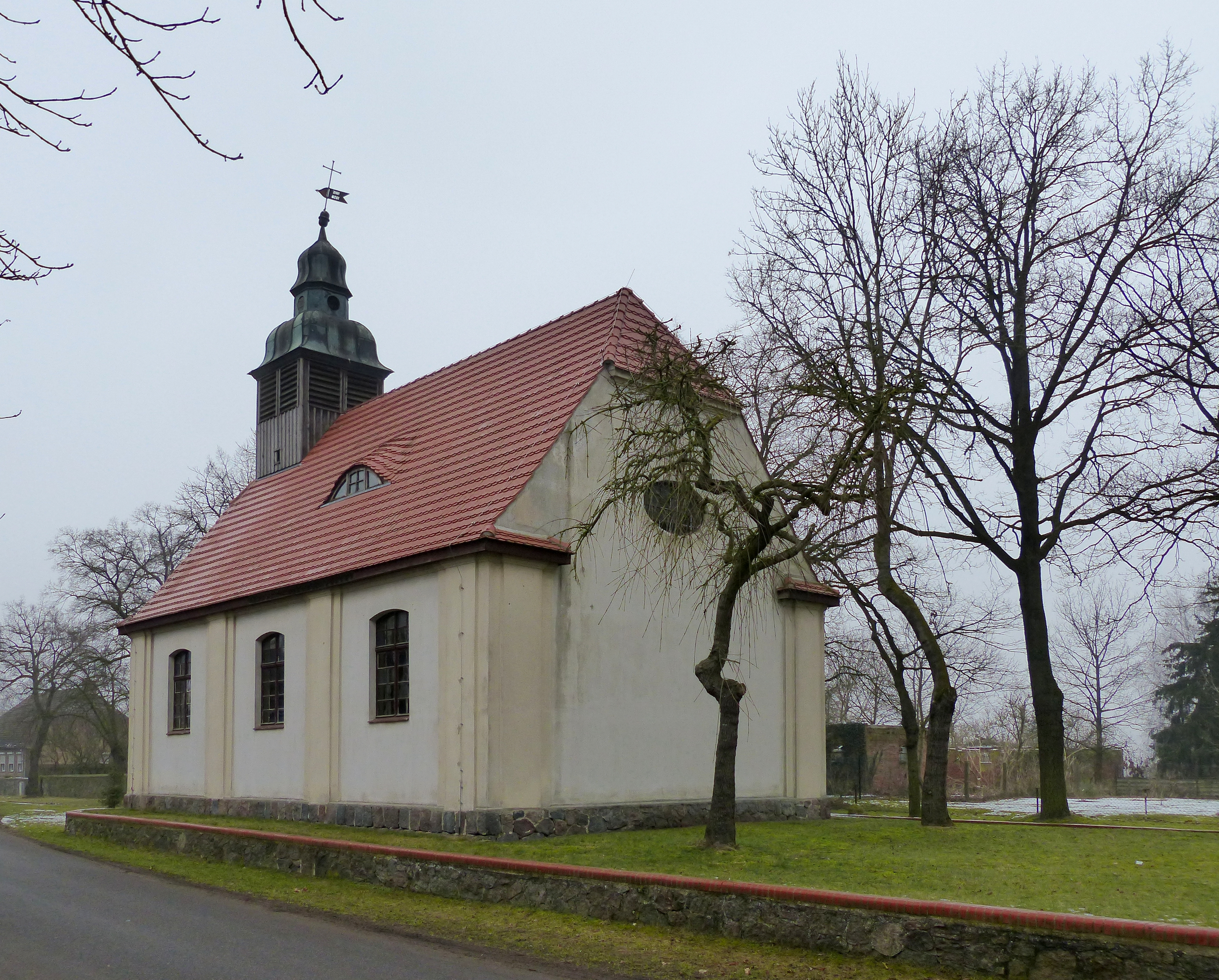
Südseite und Ostgiebel

Die Kirche Blumenthal ist ein Kirchengebäude im Ortsteil Blumenthal der Gemeinde Ferdinandshof im Landkreis Vorpommern-Greifswald. Sie gehört zum Pfarrsprengel Ferdinandshof in der Propstei Pasewalk des Pommerschen Evangelischen Kirchenkreises der Evangelisch-Lutherischen Kirche in Norddeutschland.

## Geschichte
Bereits 1793 hatten die evangelischen Einwohner von Blumenthal beim König Friedrich Wilhelm II. von Preußen die Errichtung einer Kirche auf eigene Kosten beantragt, erhielten jedoch keine Zustimmung. Erst 1914 konnte der Bau einer Kirche erfolgen, die am 18. Oktober 1915 eingeweiht wurde. Der Bau wurde durch eine von der Gemeinde veranstaltete Sammlung sowie durch Zuschüsse von Regierung und der Gustav-Adolf-Stiftung finanziert. Die Brüder Wilhelm und Paul Gerhardt stifteten das Kirchengestühl und die Orgel, die aus der alten Eggesiner Kirche übernommen wurden.
Im Jahr 2006 wurde die Kirchengemeinde Blumenthal der Kirchengemeinde Ferdinandshof angeschlossen.

## Gebäude und Ausstattung
Die Kirche wurde als rechteckiger Putzbau auf einem Fundament aus Feldsteinquadern errichtet. Die Längsseiten mit je drei segmentbogigen Fenstern sind durch Lisenen gegliedert, über denen ein einfaches Gesims verläuft. Das Westportal ist in Faschen gefasst und von einem segmentbogigen Gesims gekrönt.
Die Kirche hat einen westlichen Dachturm mit welscher Haube und rechteckigem Grundriss. Zum Ostgiebel hat das Dach einen Krüppelwalm, an den Traufseiten je eine Fledermausgaube.
Die Altarmensa und der Kanzelkorb wurden Ende des 18. Jahrhunderts gebaut. Das Kirchengestühl stammt ebenfalls aus dem 18. Jahrhundert. Im mittelalterlichen Altar der Kirche befinden sich die Schnitzfigur einer Mondsichelmadonna und zwei Anna-Selbdritt-Gruppen, die um 1500 datiert werden.